# Terrified
Terrified (Originaltitel Aterrados) ist ein argentinischer Horrorfilm aus dem Jahr 2017. Der Film entstand unter der Regie von Demián Rugna nach einem eigenen Drehbuch und handelt von einer Reihe paranormaler Ereignisse in einer Vorstadt von Buenos Aires. Nach seiner Premiere auf dem mexikanischen Mórbido Fest lief Aterrados auf weiteren Filmfestivals und gewann mehrere Auszeichnungen.

## Handlung
Das Ehepaar Juan und Clara lebt in einem Vorort von Buenos Aires. Eines Tages hört Clara Stimmen im Abfluss, die drohen, sie zu töten. Am nächsten Morgen steht sie um fünf Uhr auf, geht ins Badezimmer und dreht die Dusche auf. Juan wird kurz darauf durch ein Klopfgeräusch wach und vermutet dahinter seinen Nachbarn Walter, der angeblich seit Tagen seine Wohnung renoviert. Wutentbrannt klingelt er bei ihm an, erhält als Reaktion aber nur ein Rauschen durch die Gegensprechanlage. Als er in seine Wohnung zurückkehrt, wird ihm klar, dass das Geräusch aus dem Badezimmer kommt. Er öffnet die Tür und findet Claras leblosen, blutüberströmten Körper vor, der über der Badewanne in der Luft zu schweben scheint und immer wieder mit dem Kopf gegen die Wand schlägt.
Wegen Mordverdachts inhaftiert, sitzt Juan dem Forensiker Jano sowie den beiden Spezialisten für Paranormales, Dr. Albreck und Dr. Rosentock, gegenüber. Sie zeigen ihm Fotos einer 1998 in den USA mutmaßlich auf dieselbe Weise wie Clara zu Tode gekommenen Frau und fordern, ihnen alles „Unnormale“ zu berichten, was sich zuletzt in seiner Nachbarschaft zugetragen hat. Wie sich herausstellt, wird Juans Nachbar Walter bereits seit Wochen von einer nackten Gestalt unter seinem Bett terrorisiert und bemüht sich vergeblich um einen Termin bei Dr. Albreck. Ein zehnjähriger Nachbarsjunge, der aus einem Wasserhahn in Walters Vorgarten trinkt, wird von einem Autobus erfasst und getötet. Vier Tage nach dem Begräbnis sitzt er plötzlich reglos am Esstisch seiner Mutter Alicia. Der ermittelnde Kommissar Funes, ein früherer Lebensgefährte Alicias, zieht den erfahrenen Jano hinzu, der anhand der völlig zerschundenen Hände des Jungen darauf schließt, dass er sich selbst ausgegraben haben muss. Um Alicia vor der Einweisung in eine Anstalt zu bewahren, bringen die beiden den Leichnam heimlich zurück zum Friedhof und beschweren den Sarg mit Zementsäcken.
Jano, Albreck und Rosentock bereiten sich vor, die drei betroffenen Häuser einer gründlichen Untersuchung zu unterziehen. Während Jano Alicias Haus unter die Lupe nimmt, richtet sich Albreck bei Juan ein. Rosentock untersucht mithilfe des skeptischen Funes die Wohnung des seit Tagen verschwundenen Walter. An einem schwebenden Buttermesser verletzt sich der Forscher die Hand und stellt im Küchenschrank darüber eine Saugbewegung fest. Er vermutet daraufhin in Walters Wohnung das „Nest“ des Paranormalen und weist Funes an, sein Blut wegzuwischen. Kommissar Funes, der aufgrund einer Herzinsuffizienz kurz vor dem Frühruhestand steht, fühlt sich der Aufgabe nicht mehr gewachsen und ruft Jano an, um ihn darüber zu informieren. Dieser beobachtet ihn von Alicias Haus auf der anderen Straßenseite aus und sieht am Fenster neben ihm eine Gestalt stehen. Funes geht zurück zu Rosentock, der ihm mehrere Kreaturen im Dunkel unter dem Bett zeigt und festhält: „Licht und Schatten. Zwei Realitäten teilen sich denselben Ort. Und dieselbe Zeit. Die Dunkelheit und das Licht.“ Verstört verlässt Funes das Haus und sucht Jano. Als er diesen mit Glasscherben in den Augen scheinbar in einer Kommode eingeschlossen vorfindet, eilt er panisch zu Albreck, die unterdessen Walter in einem Spalt in der Wand entdeckt hat. Sie rät dem Kommissar, nicht alles zu glauben, was er soeben gesehen habe. Nicht alles davon sei real:

„Wir erforschen parallele Dimensionen, die mit unserer koexistieren und aufgebaut sind wie die Segmente einer Orange. Es gibt Leben in all diesen Dimensionen, verstehen Sie? Wasser ist das verbindende Element, das mikroskopisch kleine Spuren von Leben in sich trägt. Dieses Leben kann sich bündeln, nisten und fortpflanzen. Es benutzt unsere Körper. Aber ich habe keine Ahnung, welche Art von Lebensform das ist und warum es uns angreift.“

Just als sie ihren Vortrag beendet hat, wird sie von Walter in die Wand gezogen. Funes erleidet einen leichten Herzinfarkt und windet sich auf dem Boden. Alicia betritt die Wohnung und wirft ihm vor, ihr ihren Sohn weggenommen zu haben. Als Funes sich erholt hat, steht er auf und geht mit seiner Exfreundin zu ihrem Wagen, wo er den toten Jungen auf dem Rücksitz erkennt. Entsetzt steigt er in sein eigenes Auto und fährt los, während eine auf unnatürliche Weise entstellte Dr. Albreck ihn durch die Seitenscheibe anfleht, sie zu retten. Der Kommissar parkt in sicherer Entfernung und wird über Funk von einem jungen Kollegen darüber informiert, dass dieser in den Häusern nach ihm sucht. Funes befiehlt ihm, dort zu verschwinden, und beschließt, dem schrecklichen Treiben ein für allemal ein Ende zu bereiten. Als er Alicias Wohnung erreicht, findet er diese erhängt vor. Ihr toter Sohn steht in seinem Kinderzimmer hinter der Tür. Er entleert einen Kanister Benzin und zündet das Haus kurzerhand an. Zurück auf der Straße trifft er auf den nach wie vor entstellten Jano.
Ein Jahr später erhält der weiterhin inhaftierte Juan Besuch von drei Beamten. Sie befragen ihn über die drei Spezialisten und Kommissar Funes, der flüchtig ist und verdächtigt wird, in den Fall von Clara verwickelt zu sein. Plötzlich meint Juan, Rosentock mit verbranntem Gesicht im Raum zu erkennen. Wie aus dem Nichts wird ihm ein Stuhl entgegengeschleudert.

## Produktion

### Drehbuch und Dreharbeiten

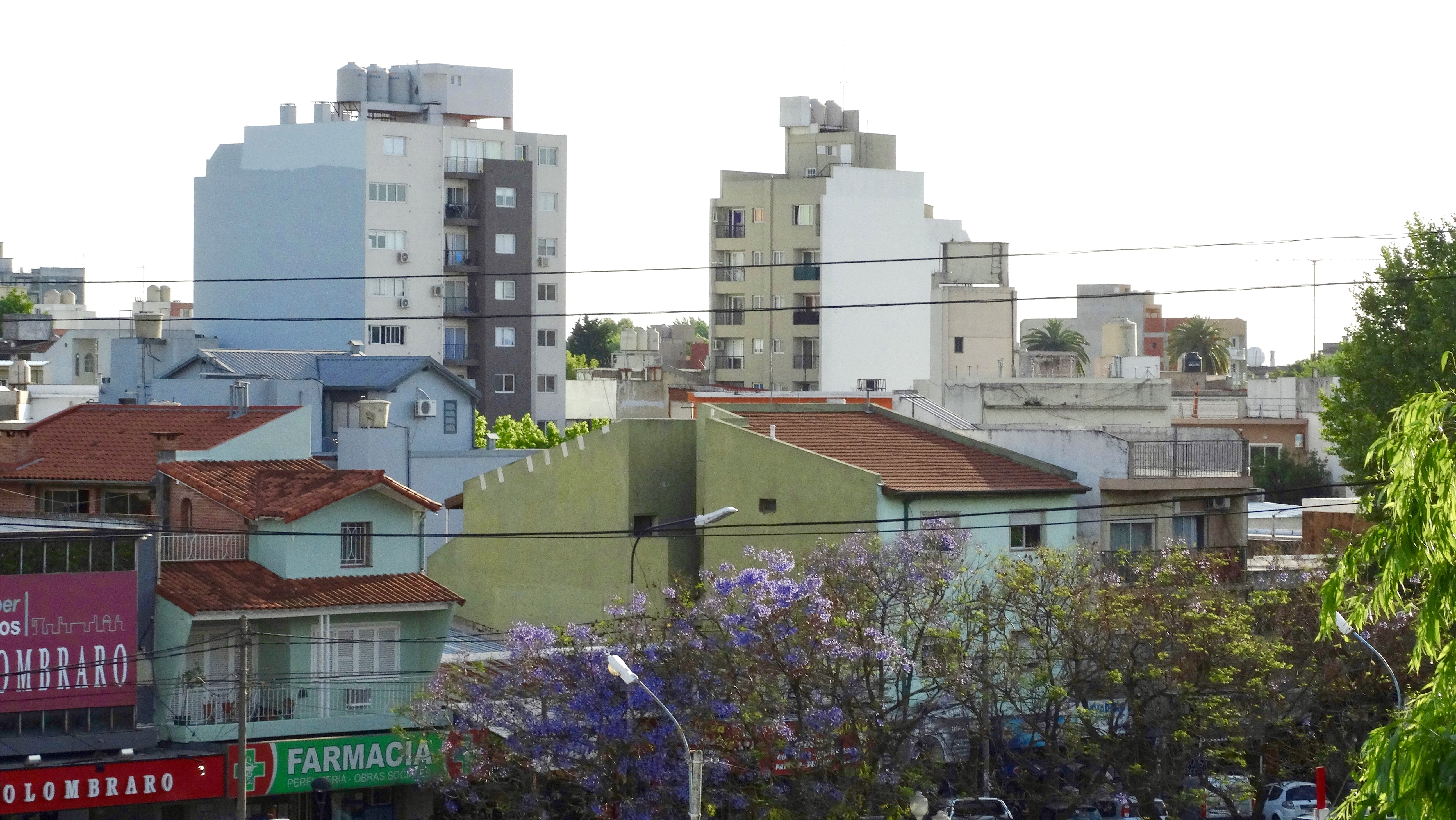
Drehort El Palomar (2017)

Regisseur Demián Rugna realisierte mit Aterrados seinen vierten abendfüllenden Spielfilm. Das von ihm selbst verfasste und auf seinem eigenen Kurzfilm Tiene miedo (2003) aufbauende Drehbuch gewann einen Wettbewerb der Promotion-Plattform Blood Window, die lateinamerikanische Filmemacher der Genres Horror und Fantasy fördert. Das Skript enthält Anspielungen auf Horrorklassiker wie Nightmare – Mörderische Träume, Friedhof der Kuscheltiere oder Paranormal Activity. Leerräume füllt Rugna mit Suspense und Jump-Scares. Unterstützt durch das argentinische Filminstitut, konnte der Film in kurzer Zeit in El Palomar, einer westlichen Vorstadt von Buenos Aires, abgedreht werden.

### Synchronisation
| Schauspieler       | Rollenname       | Synchronsprecher    |
| ------------------ | ---------------- | ------------------- |
| Maximiliano Ghione | Kommissar Funes  | Sascha Oliver Bauer |
| Norberto Gonzalo   | Jano             | Peter Reinhardt     |
| Elvira Onetto      | Dr. Mora Albreck | Judith Steinhäuser  |
| George L. Lewis    | Rosentock        | Dirc Simpson        |
| Agustín Rittano    | Juan             | Patrick Giese       |
| Fernando Díaz      | Dr. Razzioni     | Romanus Fuhrmann    |

## Veröffentlichung und Kritik
Aterrados feierte seine Weltpremiere im Oktober 2017 auf dem Mórbido Film Fest in Mexiko-Stadt. Der Film wurde ein Publikumserfolg und kam landesweit in die mexikanischen Kinos, was ihm einen Schub auf dem lateinamerikanischen Markt bescherte. In der Folge lief Aterrados im offiziellen Programm zahlreicher weiterer Filmfestivals, unter anderem im Rahmen des Festival Internacional de Cine de Mar del Plata und des Sitges Festival Internacional de Cinema Fantàstic de Catalunya. Er gewann Preise als bester Film auf dem Austin Fantastic Fest, dem Montevideo Fantástico sowie als bester iberoamerikanischer Film auf dem Fantaspoa Fantasy Festival in Porto Alegre und bester internationaler Film auf dem Buenos Aires Rojo Sangre. In den argentinischen Kinos hielt sich der Film fünf Wochen und war danach auf Netflix zu sehen. In den Vereinigten Staaten war er ab Oktober 2018 mit englischen Untertiteln als Terrified beim Streamingdienst Shudder abrufbar.
Der Film erhielt überwiegend positive Kritiken. Einige Kritiker verglichen ihn mit Ari Asters im folgenden Jahr veröffentlichtem Hereditary und bezeichneten ihn als „besten argentinischen Genrefilm bis jetzt“ oder besten lateinamerikanischen Horrorfilm des vergangenen Jahrzehnts. Meagan Navarro vom Online-Magazin Bloody Disgusting vergab vier von fünf Punkten und nannte Terrified „einen der grusligsten Filme des Jahres“. Er sei „gewagt und absolut spannend“. Kim Newman wies darauf hin, dass die Filmhandlung ungewöhnlicherweise anstatt eines einzelnen „haunted house“ gleich eine ganze „haunted street“ in den Mittelpunkt stellt. Somit spalte sich die Erzählung in Mikro-Storys, was an die Filme der Grudge-Reihe erinnere, in seinen Augen „effectively spooky stuff“. Jordan Crucchiola reihte den Film für Vulture unter die besten Horrorfilme des Jahres 2018 und empfahl ihn vor allem Fans von Insidious und The Conjuring. Bei Rotten Tomatoes erhält Terrified eine durchschnittliche Bewertung von 82 Prozent, basierend auf elf Kritikermeinungen.
Terrified erregte die Aufmerksamkeit von Guillermo del Toro, der eine Neuverfilmung für den US-amerikanischen Markt plant. Regisseur und Drehbuchautor Demían Rugna, der auch von Steven Spielberg gelobt wurde, gab im September 2021 bekannt, mit del Toro an dem Remake zu arbeiten, das Projekt verzögere sich jedoch aufgrund der COVID-19-Pandemie.